# Andrássy család (csíkszentkirályi és krasznahorkai)

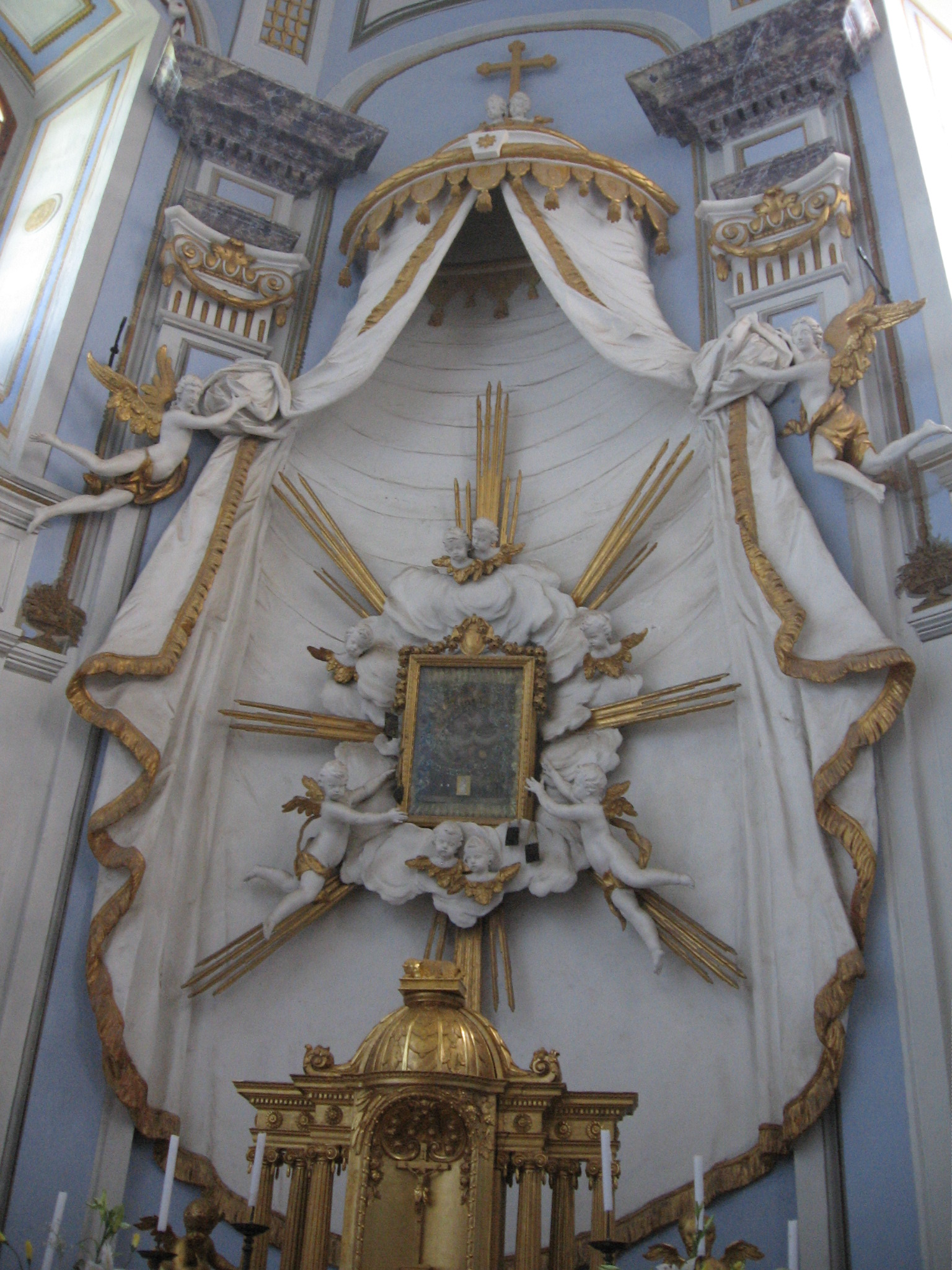
A krasznahorkai vár római katolikus kápolnája, ahol a gróf Andrássy család patrónája, a Krasznahorkai Fekete Madonna képe függ.

A csíkszentkirályi és krasznahorkai gróf Andrássy család egy régi erdélyi székely származású magyar főnemesi család.
Ahogyan származásuk rávilágít: a család kezdetben, a 16. században még csak az Erdélyi Fejedelemség területén gyakorolt politikai és gazdasági befolyást. A 17. században emelkedtek be a Magyar Királyság főnemesei közé, ekkoriban még csak Felső-Magyarország területén voltak birtokaik. A 19–20. században külpolitikai tevékenységük és előkelő házasságaik révén Európa-szerte ismertek lettek. Az Andrássyak történelmi szerepe, kastélyépítészete és műgyűjteménye napjainkban is jelen van a közemlékezetben.
A család ma élő férfiági leszármazottai Kanadában, Montréalban élnek.

## A család története (16–21. század)

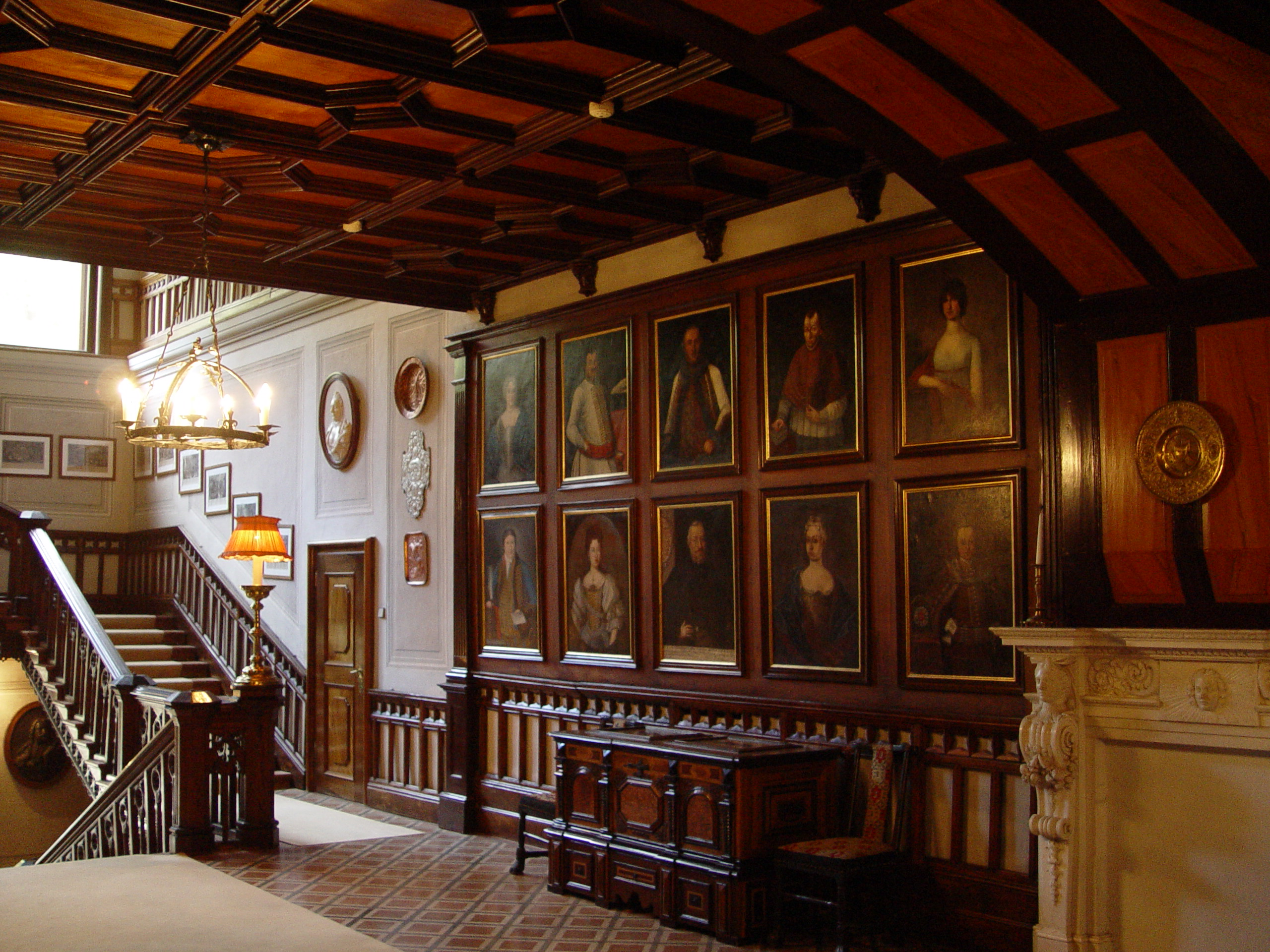
A báró, majd gróf Andrássy család méltán híres ősgalériája a betléri kastélyban.

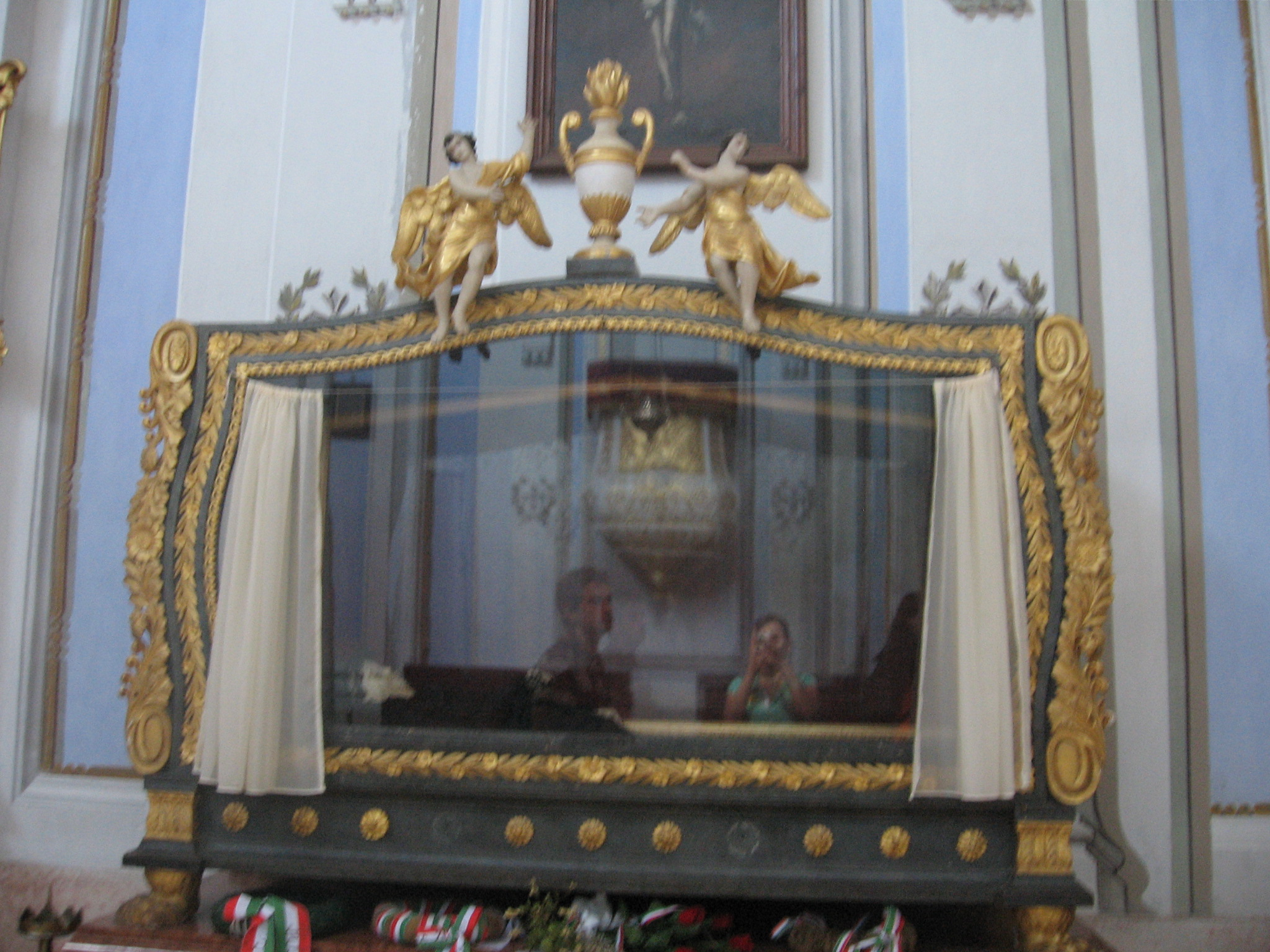
Báró Andrássy Istvánné báró Serédy Zsófia természetes úton mumifikálódott holtteste jelenleg is megtekinthető a betléri múzeumban.

A 16. század első felében az Andrássyak ősi fészke a székelyföldi Csíkszékben volt, ahol Szentkirályon éltek, reformátusok voltak. Az eddigi régészeti kutatások alapján a falu területén belül két kúriával is rendelkeztek: az egyik az Olt-folyó túlsó partján, a Poklondfalva nevű falunegyedben; a másik pedig az Olt-folyón átvezető híd közelében volt. Első – történeti források által igazolt – ismert ősük szentkirályi Andrássy Márton volt, aki katonai szolgálatai révén tett szert politikai befolyásra; fia, szentkirályi Andrássy Péter csík- és gyergyószéki királybíró volt. Szolgálatukat és hűségüket jutalmazva Szapolyai János Zsigmond erdélyi fejedelem 1569 novemberében két adománylevél által nekik adományozta a szentimrei jószágot, valamint a szentkirályi és szentsimoni részjószágokat. Szapolyai János Zsigmond halála után belviszály alakult ki Báthory István és Bekes Gáspár között, amelyet végül az 1575-ös kerelőszentpáli csata döntött el: megtorlásképp a győztes fél, Báthory István egykori ellenfele, Bekes Gáspár támogatóit fej- és jószágvesztésre ítélte – így az Andrássyakat is. Péter és családja ekkor politikai menekültként érkezett a Magyar Királyságba. Rudolf német-római császár és magyar király 1578. július 21-én a krasznahorkai várkapitányság vezetésével bízta meg Pétert, aki ezt vállalva családjával beköltözhetett a „büszke várba”, de a vár és a hozzátartozó uradalom ekkor még nem volt a saját, örökös tulajdonuk. Péter leszármazottai nemzedékről nemzedékre, fokozatosan gyarapították javaikat, növelték tekintélyüket. Unokája, Andrássy Mátyás például a Monoky Annával kötött házassága révén jutott hozzá a monoki, a csetneki és a somoskői uradalmakhoz. Élete alkonyán III. Ferdinánd német-római császár és magyar király végleg neki és családjának adományozta a krasznahorkai várat és uradalmat, amelynek része volt többek között Betlér is. Fiuk, Andrássy Miklós, Gömör vármegye főispánja volt az, aki áttért a római katolikus hitre, és akit szolgálataiért Lipót német-római császár és magyar király Bécsben, 1676. február 15-én bárói rangra emelt. Miklós halálát követően a család két nagy ágra szakadt: az idősebbik „betléri” főágra és az ifjabbik „monoki” vagy „hosszúréti” oldalágra. A két ág közösen tulajdonolta a krasznahorkai várat, ám egymástól különállva élt és működött.

### A betléri főág története

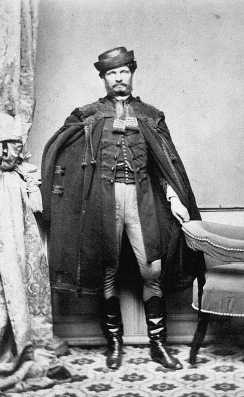
Idősebb gróf Andrássy Gyula, a „szép akasztott ember” egész alakos portréja.

A család ezen ágát báró Andrássy István alapította, aki mint Gömör vármegye főispánja és mint a betléri kastély építtetője volt ismeretes. A közemlékezetben neve a Jókai Mór által írt A lőcsei fehérasszony című regény által maradt fenn. A kuruc mozgalomban vállalt részvételéért József német-római császár és magyar király egy Bécsben, 1710. június 21-én kelt oklevél értelmében megkegyelmezett neki, és azt követően hű királypárti maradt mind ő, mind leszármazottai. Felesége báró Serédy Zsófia volt, akinek természetesen mumifikálódott holtteste a betléri kastély múzeumának látványossága. Közös fiukat, báró Andrássy Ferencet a család vallási hagyományai miatt érdemes megemlíteni: ő rendelte meg a Krasznahorkai Fekete Madonna című kegyképet, amelynek alakját a család patrónájaként tisztelt. Fia, báró Andrássy Károly tábornok volt, akit Mária Terézia német-római császárnő és magyar királynő egy Bécsben, 1779. december 17-én kelt adománylevéllel grófi rangra emelt. A rangemelésben csak a betléri főág osztozott, azaz nem terjedt ki a monoki oldalágra. Unokája, gróf Andrássy Károly a gróf Szapáry Etelkával kötött házassága révén jutott hozzá a szécsiszigeti uradalomhoz – így a szécsiszigeti és letenyei Szapáry–Andrássy-kastélyokhoz is –, amellyel a család még előnyösebb anyagi helyzetbe került. 
Három fiúgyermekük után további három nagy ágat különböztetünk meg egymástól: a betléri főágat, a tőketerebesi oldalágat és a homonnai oldalágat. 
A betléri főág betléri főágának alapítója gróf Andrássy Manó volt, aki átépíttette a betléri kastélyt és megépíttette a parnói kastélyt. Gyakran hivatkoznak rá „vasgrófként”, mert a Gömör vármegyei vasbányáinak fejlesztésével megkétszerezte azok éves bevételét. Az ő háziorvosa volt dr. Maurer Artúr, akinek hozzáférést engedélyezett a családi levéltárhoz, és aki – Dr. Csucsomi álnéven – megírta a család történetét. Fia, gróf Andrássy Géza a sportéletet szolgálta: igyekezett népszerűsíteni és kiszélesíteni az ország sportolási lehetőségeit; így hozta be az országba a lovaspólót mint sportágat. Két gyermeke volt, gróf Andrássy Mária „Marica” és gróf Andrássy Manó. Lánya a Liechtenstein hercegi családba házasodott be, s így az Andrássyak a magyar főnemesek közül egyedülálló módon rokoni kapcsolatba kerültek a Habsburg uralkodócsaláddal is. A második világháború idején e házasság révén költözött ki a betléri főág többi tagja a liechtensteini Vaduzba. Az ág végül férfiágon kihalt (†1997). 
A tőketerebesi oldalág alapítója idősebb gróf Andrássy Gyula volt, aki a családot Európa-szerte ismertté tette: a „szép akasztott ember” jelentős szerepet játszott a kiegyezésben, majd az Osztrák–Magyar Monarchia első miniszterelnökeként elhozta a boldog békeidőket Magyarországon. Mint miniszterelnök megszerezte a mindenkori magyar kormány számára az őgróf Pallavicini családtól a Sándor-palota tulajdonjogát, amelynek családjával első lakói voltak. Érdekesség, hogy feltehetőleg az ő családja ekkor alkalmazta házi cukrászként Dobos C. Józsefet, a hungarikumnak számító dobostorta atyját. Politikai munkásságát elismerve kortársai 1886-ban Budapest egyik sugárútját róla nevezték el Andrássy útnak. Az Erzsébet osztrák császárné és magyar királynéval folytatott intim, bizalmi kapcsolata jeléül felépítette a tiszadobi kastélyt – a kettejük között feltételezett romantikus viszony miatt mindmáig népszerű történelmi alak. Úgy tartják, hogy Benke Rózával is szerelmi viszonya volt, s e kapcsolatból született törvénytelen lánygyermekként Feszty Árpádné Jókai Róza festőművész. Az idősebb gróf Andrássy Gyula által vallott politikai szabadelvűség a tőketerebesi oldalág politikai nyitottságában folytatódott. Fia, ifjabb gróf Andrássy Gyula a Magyar Társadalomtudományi Társaság elnöke volt és ő dolgozta ki a kultúrfölény-elméletet is. A budai Duna-parti Andrássy-palotában megbízására Rippl-Rónai József egyedi berendezést tervezett, alkotott. Bátyja, gróf Andrássy Tivadar halála után, aki az Osztrák-Magyar Monarchia bel-, majd külügyminisztere volt, a megözvegyült, gróf Zichy Eleonórát – a Krasznahorka büszke vára című 1906-os dal szerzőjét vette feleségül. A grófnő első házasságból született négy lány közül kiemelkedik gróf Károlyi Mihályné gróf Andrássy Katinka miniszterelnökné, „a vörös grófnő”. A lányok forrásértékű naplóik, levelezéseik miatt ismertek. 
Fiúörökös hiányában a tőketerebesi oldalág kihalt (†1929), a hitbizományt a homonnai oldalág legidősebb élő fiúutódja, gróf Andrássy Sándor örökölte.

Gróf Károlyi Mihályné gróf Andrássy Katinka, a „vörös grófnő” ülő portréja

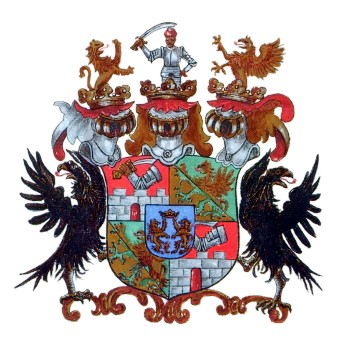
A család grófi címere (1766)

A homonnai oldalág alapítója gróf Andrássy Aladár volt, aki a gróf Wenckheim Leontine-nal kötött házassága által megszerezte a szigetvári uradalmat. Az ő unokájuk volt gróf Andrássy Imre magyar katonai attasé, akinek második felesége Stella Kuylenstierna svéd nemesi család sarja volt.– ő úgyszintén naplójáról híres.  Nemesi rangra emelt őse az 1662. október 12-én született Johan Vilhelmsson Kuylenstierna (Kuyl), tengerész kapitány. Az ősöket az 1500-as évek végéig vissza lehet követni egy bizonyos Jon Kuylig, aki a mai Hollandia területéről települt át Göteborgba, és mérnökként, építészként részt vett az 1600-as évek elején alapított város erődítési, zsilipépítési munkáiban.
Másik unokájuk volt gróf Andrássy Mihály, aki a homonnai oldalág többi tagjához – így Imréhez is – hasonlóan emigrált Kanadába. Jelenlegi ismereteink szerint a család egyetlen élő férfiági fiúleszármazottja az ő unokája, a Montreálban született Michael Andrassy, aki Torontóban él.

### A monoki oldalág története
A monoki oldalágat báró Andrássy György alapította. Andrássy Györgynek két unokáját érdemes kiemelni: az egyik Andrássy István volt, akit Mária Terézia egy Bécsben, 1766. szeptember 17-én kelt adománylevél által grófi rangra emelt. Ő az, akinek XIV. Kelemen római pápa odaadományozta Szent Orbán ereklyéjét, amely Tokaj-Hegyalja kegytárgya, a monoki kastély éke volt. Másik unokája gróf Andrássy Antal rozsnyói káptalan volt, akit Mária Terézia egy Bécsben, 1776. május 3-án kelt oklevéllel kanonoknak nevezett ki, majd 1780-ban rozsnyói püspök lett. Hivatásából adódóan a monoki oldalág csak az előbb említett gróf Andrássy István által folytatódhatott. Feleségével, gróf Festetich Máriával a krasznahorkai várban éltek, amelynek ők voltak az utolsó lakói. 1817-ben egy villám belecsapott a várba, ekképpen az részben leégett. Ezt követően az addig közös tulajdont képező krasznahorkai várról a betléri főág lemondott a monoki oldalág javára. György halála után az özvegy feleség felújította a dernői uradalom vasművét, ahol jó minőségű vasércet bányásztak ki. A betléri főághoz hasonlóan tehát a monoki oldalágnak is érdekeltsége volt a hazai vasiparban. Fiuk, gróf Andrássy György Gömör vármegyei főispánságának hivatali ideje alatt ezzel kiemelten foglalkozott. Az ő fia, gróf Andrássy Dénes volt, akit apja kitagadott a családi vagyonból rangon alul kötött házassága miatt. Ám végül apja és öccse halála után gazdag hagyatékra tett szert, amelyből feleségével karitatív és kulturális tevékenységet folytattak. A birtokaikon szolgáló idős személyzetnek például rendszeres nyugdíjat fizettek. Emellett ők építették fel a kassai Andrássy-palotát, ahol később Edith Eva Eger világhírű holokauszt-túlélő pszichológus is élt. A család monoki oldalága gróf Andrássy Dénes halálával férfiágon kihalt (†1913).

## A családi címer leírása
A grófi címer leírása a következő: négyfelé osztott pajzs, amelynek első és negyedik – vörös színű – mezejében faragott kövekből épült vár látható, amely felett páncélos kar kardot villogtat. A második és harmadik – rézsútosan zöld és arany színű – mezőben griffmadár áll. A szívvérten kék mezőben az ősi címer látható. A pajzs felett három sisak van. A középső sisak felett az ősi címerből vett páncélos bajnok áll kivont karddal. A jobb oldali sisakon arany oroszlán, a bal oldalin griffmadár látható. A középső sisak foszlányai arany–kék, a jobb oldalié ezüst–vörös, a bal oldalié arany–zöld színűek. A pajzs két oldalát két természetes színű kiöltött nyelvű sas őrzi.
Az ősi címer alapján a család a kék–arany színkombinációt alkalmazta, például hintók díszítésekor vagy esküvői díszletek esetében.

## A családhoz köthető épületek
Az alábbi galéria a teljesség igénye nélkül mutatja be a gróf csíkszentkirályi és krasznahorkai Andrássy család által birtokolt épületeket.

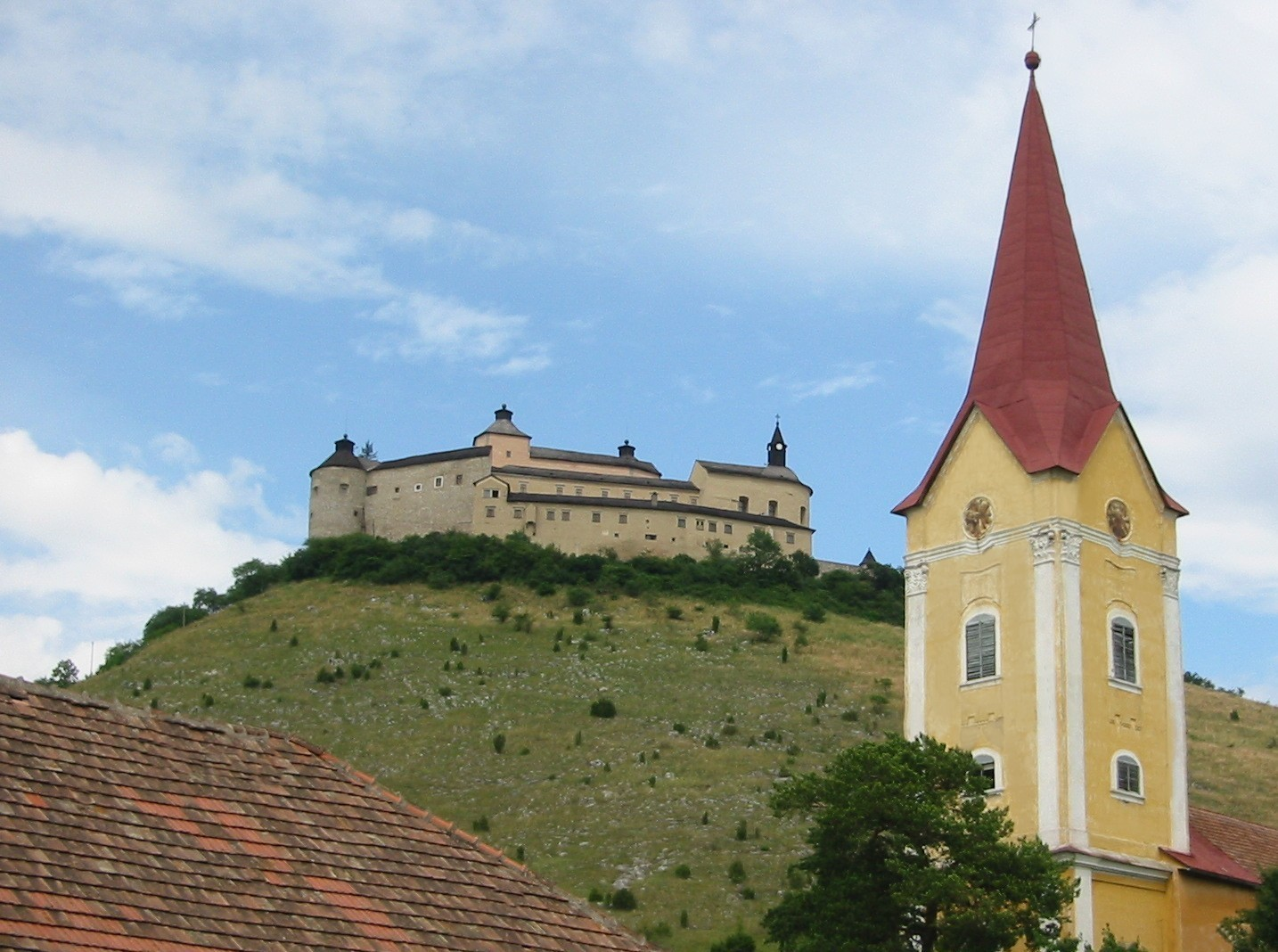
krasznahorkai vár
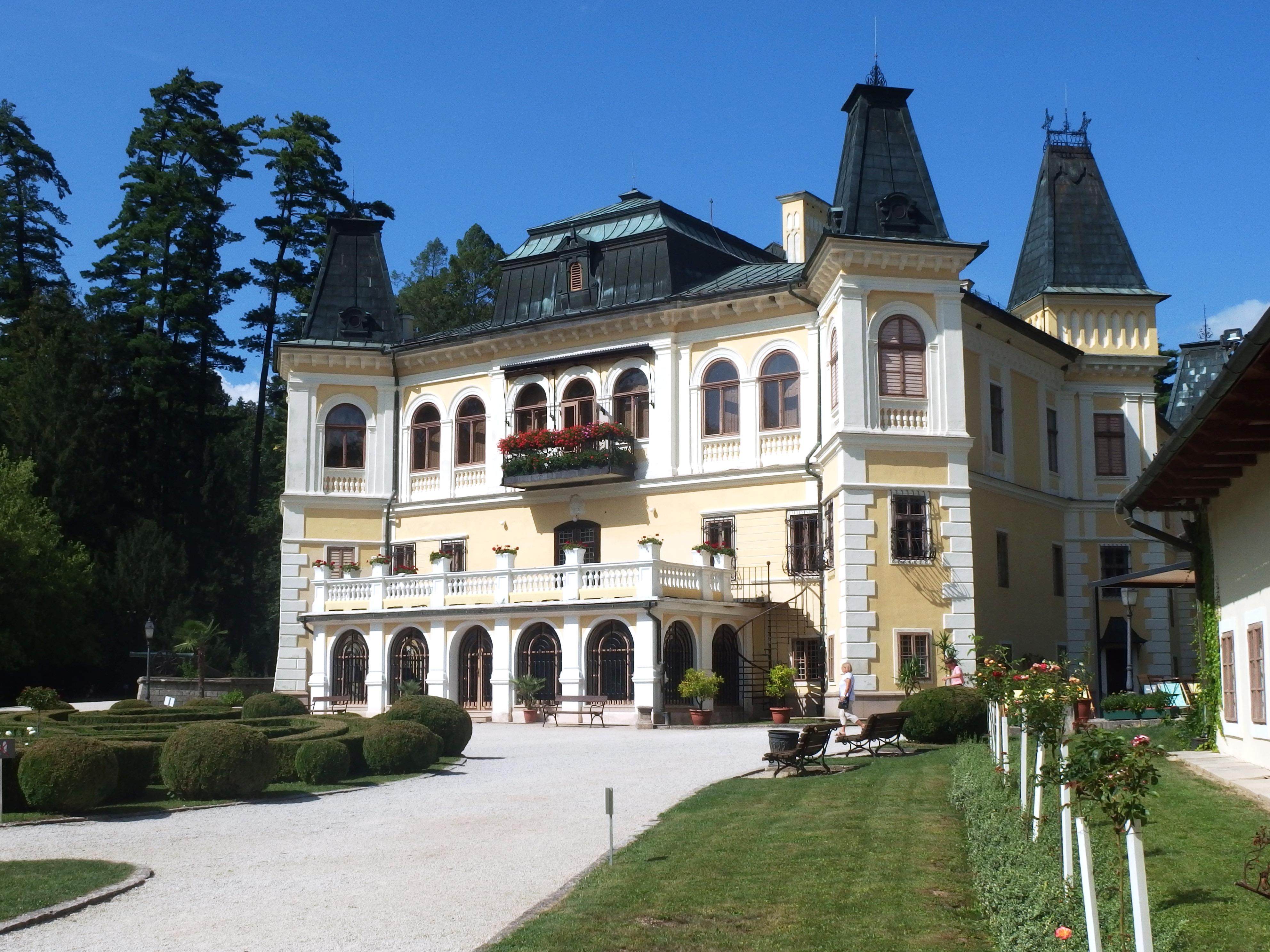
betléri Andrássy-kastély
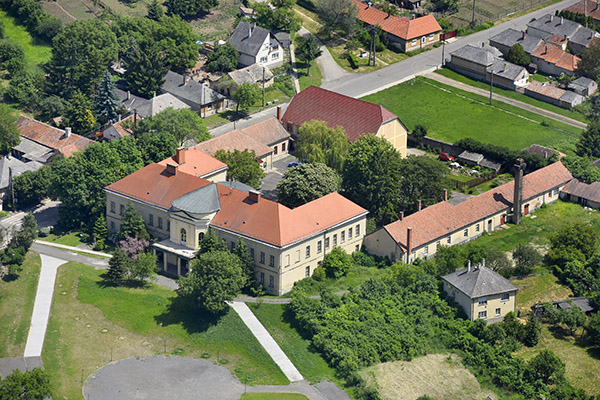
monoki Andrássy-kastély
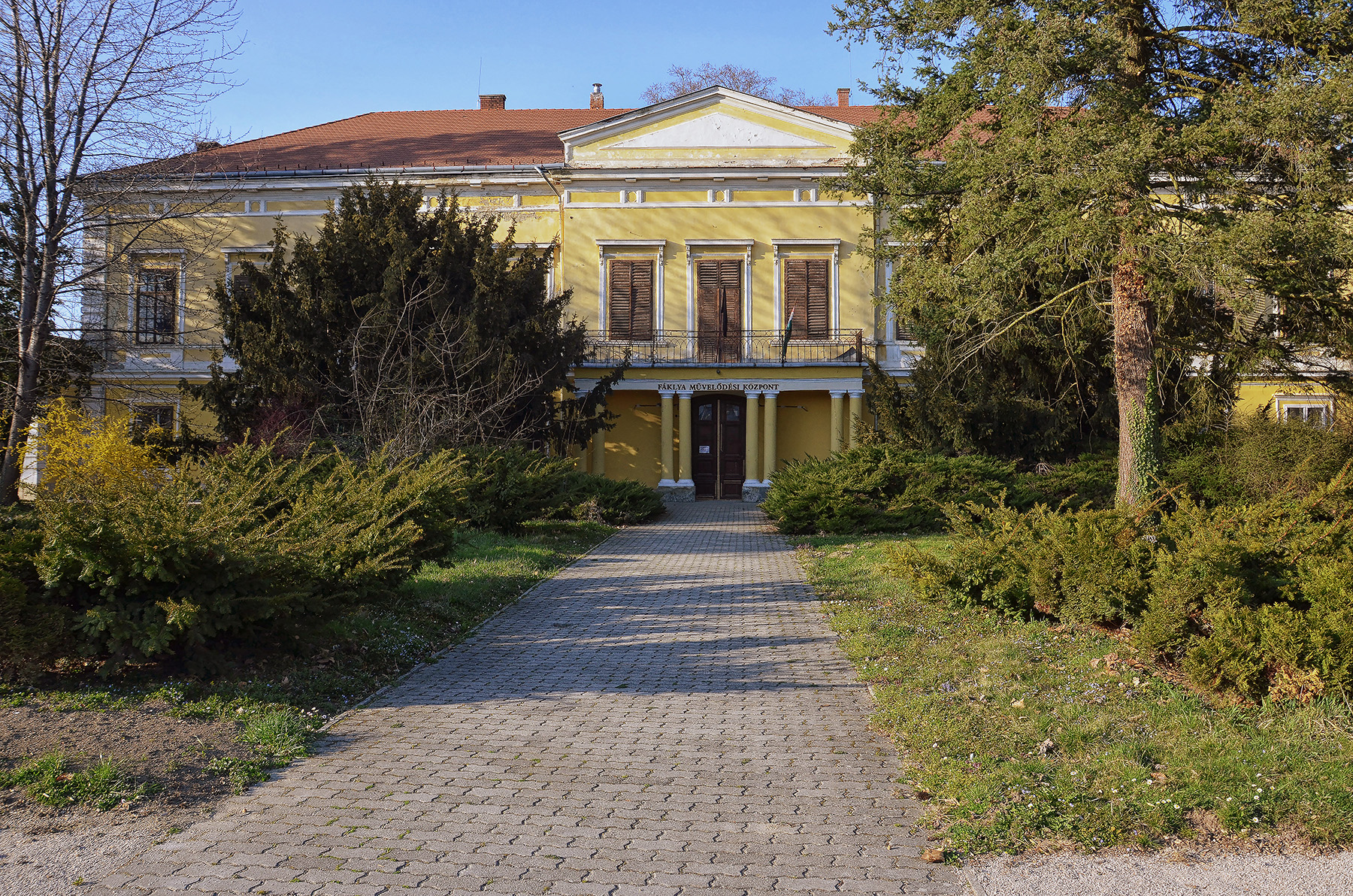
letenyei Andrássy-kastély
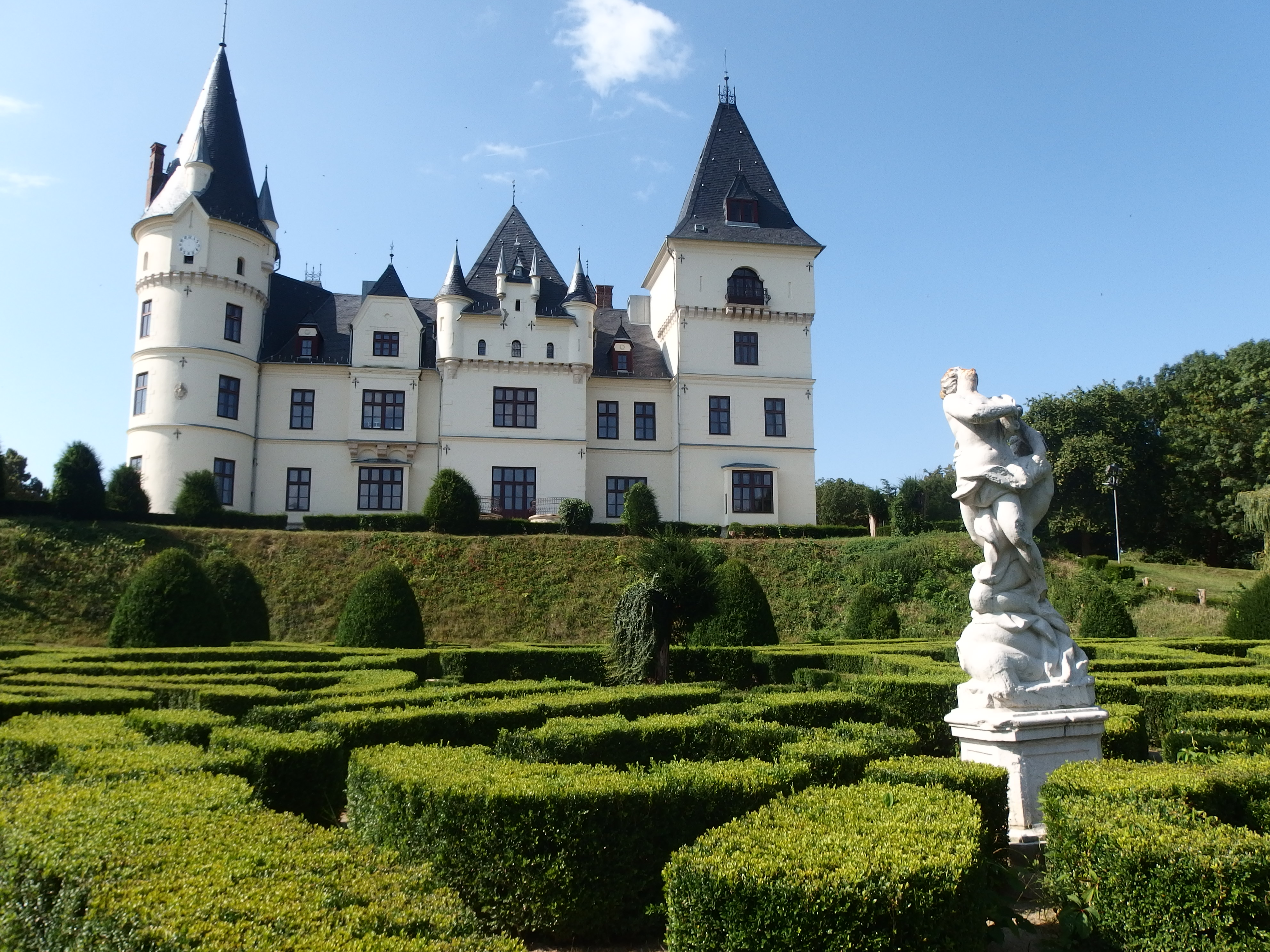
tiszadobi Andrássy-kastély
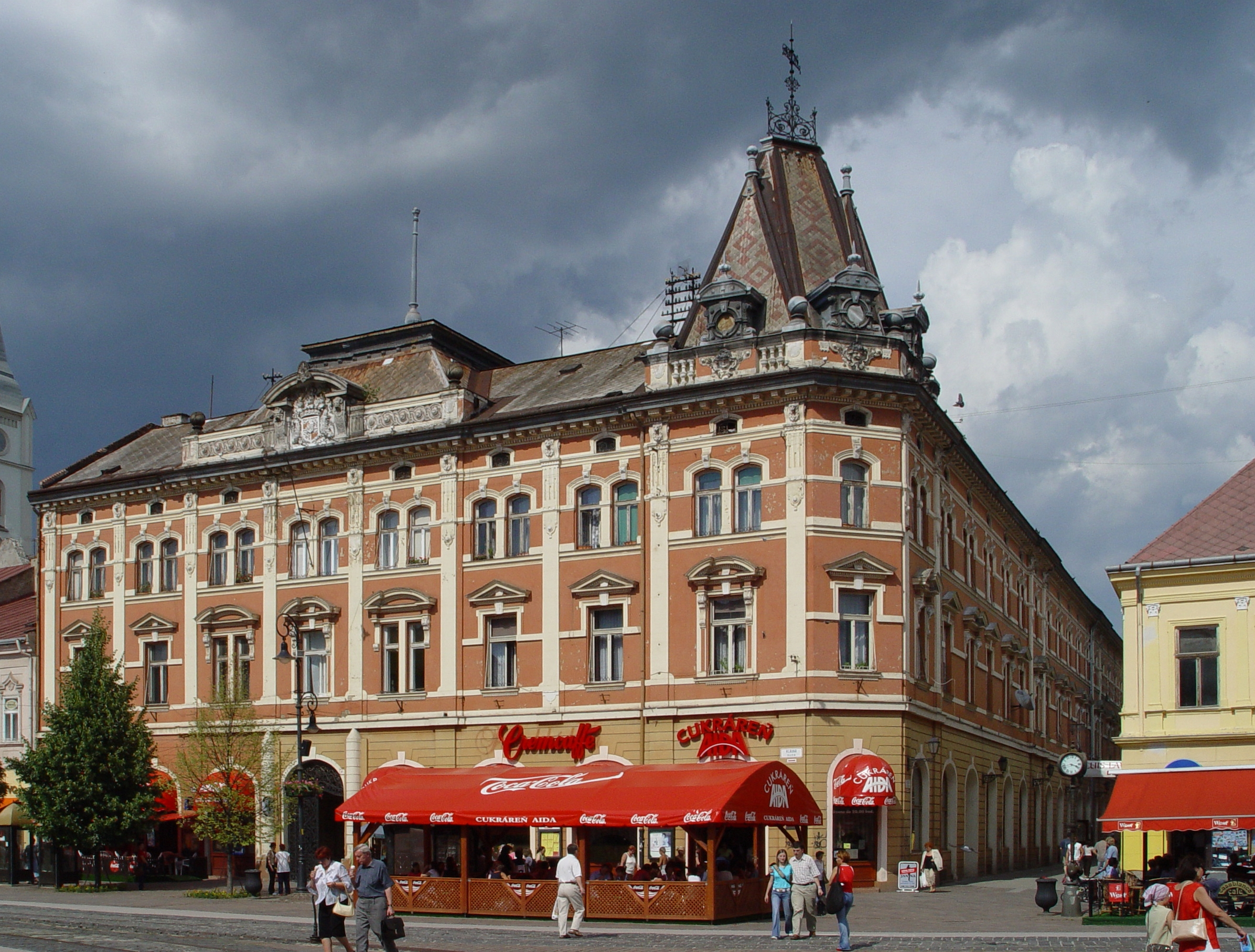
kassai Andrássy-palota